# I quattro pistoleri di Santa Trinità
I quattro pistoleri di Santa Trinità è un film del 1971 diretto da Giorgio Cristallini.

## Trama
Una banda di killer massacra una intera famiglia per rubare alcuni preziosi documenti, ma la giovane Sarah Baldwin riesce a fuggire e corre via chiedendo aiuto allo sceriffo e al giornalista George.